# Маяк (ресторан)
«Мая́к» — один из старейших ресторанов Волгограда, расположенный на Набережной 62-й Армии в Центральном районе города.

## История
В 1589 году на крутом берегу Царицы и Волги, там, где сейчас расположен ресторан «Маяк», была возведена первая церковь Царицына — храм святого пророка Иоанна Предтечи. Здание было деревянным, и уже спустя 10 лет оно сгорело. В 1615 году церковь восстановили, а ещё спустя 50 лет перестроили в каменную. Это здание стало первым каменным строением в городе.
С приходом к власти большевиков в 1932 году храм был взорван, а на его фундаменте был построен деревянный ресторан «Прибой», за характерный внешний вид прозванный жителями города «Шанхаем».
В ходе Сталинградской битвы здание ресторана было разрушено, а на основе его уцелевшего фундамента немцы организовали мощный дот, с помощью которого некоторое время сдерживали наступление советских войск. После битвы здесь располагался госпиталь для военнопленных.
Современное здание бара-ресторана «Маяк» было построено по проекту знаменитого волгоградского архитектора Ефима Левитана в 1955 году в ходе восстановления города после Великой Отечественной войны. «Маяк» стал первым рестораном восстановленного после войны Сталинграда.
В 1984 году при подготовке города к празднованию 40-летия победы в Великой Отечественной войне здание было реконструировано при участии узбекских реставраторов — его интерьеры были украшены декором из резного ганча. На протяжении нескольких лет «Маяк» именовался «Ташкентом».
Последняя реконструкция ресторана прошла в 2006 году и затронула в основном интерьер здания, который был оформлен в морском стиле. На сегодняшний день ресторан «Маяк» (Волгоград) относится к числу элитных ресторанов, а также является объектом культурного наследия.